# 景进
景进，五代时后唐伶人。后唐庄宗时，为伶官之首。在朝中掌握重权。参决军机国政。又曾出访于民间，探听宫内外消息，并曾奉命掳魏州（今河北魏县）诸营军士妻女数千人以充后宫。官至银青光禄大夫、检校左散骑常侍兼御史大夫、上柱国等。